# Лінійна функція
Ліні́йна фу́нкція — в математиці, позначає два споріднені поняття:
1. Лінійну функцію в елементарній математиці,
2. Лінійне відображення у вищій математиці.

## Лінійна функція

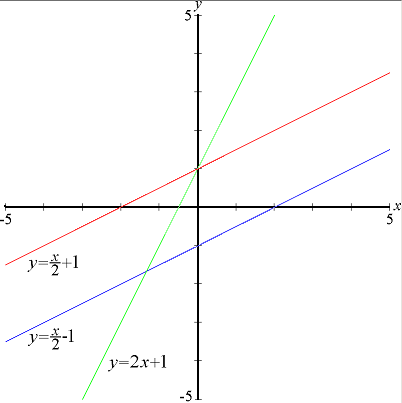
Три графіки лінійних функцій — червона та синя мають однаковий нахил k, а червона та зелена мають однаковий зсув b.

Лінійна функція задається рівнянням:
{\displaystyle y=kx+b}.
Лінійна функція зростає при кутовому коефіцієнті {\displaystyle k>0} та спадає при {\displaystyle k<0}. Графіком лінійної функції є пряма лінія, що проходить через точку {\displaystyle M(0,b)} паралельно графіку функції {\displaystyle y=kx}. Якщо {\displaystyle k=0}, графік лінійної функції є пряма, паралельна осі абсцис, що проходить через точку {\displaystyle b} на осі ординат.
Функція виду {\displaystyle y=kx} проходить через початок координат, і утворює з віссю абсцис кут, тангенс якого дорівнює коефіцієнту пропорційності {\displaystyle k}.

## Лінійне відображення
Лінійним відображенням (лінійним перетворенням, лінійним оператором) {\displaystyle f} називається відображення векторного простору {\displaystyle V} в векторний простір {\displaystyle W}
{\displaystyle f\colon \ V\to W,}
що має властивість лінійності:
{\displaystyle f(x+y)=f(x)+f(y)\qquad \forall x,y\in V,}    (адитивність)
{\displaystyle f(\alpha x)=\alpha f(x)\qquad \forall x\in V,}    (однорідність)
Лінійний оператор — найважливіше поняття лінійної алгебри, завдяки якому вона отримала свою назву.
У функціональному аналізі розглядаються неперервні лінійні оператори між топологічними векторними просторами, але означення «неперервний» зазвичай опускається.

## Нелінійні функції
Для функцій, які не є лінійними (тобто досить довільних), коли хочуть підкреслити деякі характеристики, вживають термін нелінійні функції. Зазвичай це відбувається, коли функціональну залежність спочатку наближають лінійною, а потім переходять до вивчення більш загального випадку, часто починаючи з молодших ступенів, наприклад розглядаючи квадратичні поправки.
Те ж відноситься і до вживання слова нелінійні щодо інших об'єктів, що не мають властивості лінійності, наприклад — нелінійні диференціальні рівняння.